# Henrik Nordmark
Birger Henrik Nordmark, född 24 januari 1895 i Luleå, död 29 januari 1975 i Salems församling, Stockholms län, var en svensk företagsledare.
Henrik Nordmark var son till affärsmannen Henrik August Nordmark. Efter studentexamen vid Umeå högre allmänna läroverk 1913 blev han student vid Uppsala universitet och blev filosofie magister där 1916. Nordmark arbetade 1917–1919 som byråassistent och avdelningssekreterare vid statens industrikommission och som tillförordnad amanuens vid kommerskollegium 1921–1922. Han inskrevs 1917 vid Stockholms högskola och avlade 1921 juris kandidatexamen där 1921. Nordmark blev därefter extraordinarie notarie i Svea hovrätt 1921 och arbetade vid E Heijnes advokatbyrå 1922–1927 och var VD för Näsby fastighetsaktiebolag 1926–1950. Han bedrev 1927–1942 egen advokatverksamhet i Stockholm. Nordmark var även ledamot av styrelsen för Stockholm–Rimbo Järnvägsaktiebolag 1927–1929 och 1941–1950 och ombudsman där. 
Nordmark hade 1922 gift sig med Märta Hélène Frédrique Söderberg (1896–1993), hans svärfar Carl Söderberg var grundare av firman med samma namn. Åren 1928–1931, 1942–1955 och 1956–1957 var han ledamot av styrelsen för faderns dotterbolag AB Erhard Carlsson & Co (vilket 1945 fick namnet Carl Söderbergs kolonialvaru AB, 1954 Metro-Stockholmsbagarn AB, 1955 Metro-butikerna AB och 1959 Metro Invest AB). År 1939 trädde han in som ledamot av styrelsen för AB Carl Söderberg och tog 1941 över företaget som VD. Bolaget ombildades 1962 till Metro Invest AB med Nordmark som VD. 
Från 1941 var han även ordförande i styrelsen för Stockholms bageri AB 1941. Nordmark var även VD för AB Nora trädgårdsstad 1935–1957, ordförande i styrelsen för föreningen Drottningholmsteaterns vänner 1955–1965, ledamot av styrelsen för Byggnads AB Contraktor från 1958 och styrelseordförande från 1959, ledamot av styrelsen för Svenska handelsbanken 1960–1966. Makarna Nordmark är begravda på Djursholms begravningsplats.